# Samertschle
Samertschle (georgiska: სამერცხლე) är ett berg i norra Georgien. Det ligger i regionen Ratja-Letjchumi och Nedre Svanetien. Samertschle har med 3 584 m ö.h. den högsta toppen i Letjchumibergen.